# Ernest Peterly
Ernest Peterly o Peterli (1° gennaio 1892 – San Gallo, 5 dicembre 1955) è stato un calciatore svizzero, di ruolo centrocampista.

## Carriera
Arrivato all'Inter dal Brühl di San Gallo, il biondo centrocampista coi nerazzurri ha giocato dal 1909 al 1911 e dal 1912 al 1914, totalizzando 55 presenze e 30 reti. Ha vinto lo scudetto nel 1909-1910, ed il suo esordio è stato in Juventus-Inter (2-0) del 14 novembre 1909; l'ultima partita è stata Inter-Casale (1-2) del 21 giugno 1914. Fu scelto da Vittorio Pozzo per completare la rosa del Torino che partecipò a una serie di amichevoli in Brasile e Argentina nell'estate del 1914. Peterly fu impiegato in otto delle nove partite giocate dal Torino. Il fratello Alfred ha giocato nell'Inter nella stagione 1914-15.

## Palmarès

### Club
- Campionato italiano: 1

1909-1910
- Campionato svizzero: 1

1914-1915

### Individuali
- Capocannoniere campionato italiano di calcio: 1

1909-1910